# 1057
1057 је била проста година.

## Догађаји
- Википедија:Непознат датум — Владавина арапске династије Абадида у Севиљи у данашњој Шпанији (од 1023. до 1091).

- Други неуспешан рат краља Француске Анри I са војводом Вилијамом од Нормандије. Пораз француске арендгарде код Варавила.
- Смрт краља Шкотске Макбета у бици са Малколмом Канмором, сином Данкана I.
- Краљ Шкотске Малколм III Канмор (око 1031-1093). Син Данкана I.
- Изабран нови римски папа Стефан IX (1057-1058).
- Цар Михаило VI Стратиотик почео је великодушно да дели чинове и награде. Одабрани ратници стигли су у престоницу, предвођени Исаком Комнином и Цевкаменом, стратегом Антиохије. Михаило им је одбио награде. Војсковође су сковале заверу и окупиле снаге из источних тема.
- Јун — Исак I Комнин је проглашен за цара у Гунарији. Комнин се приближио Цариграду. Михаилове трупе су поражене у жестокој бици. Михаило је понудио Исаку титулу цезара. Неки од синклетиста и патријарх прогласили су Исака за цара. Михаило је узео схиму.
- Византијски цар Исак I Комнин (око 1007-1061, 31.5). Син чувеног команданта Манојла Комнина под царем Василијем II.
- У Византији, војна страна (Исак Комнин) бори се против Синклета и плаћеничких трупа.
- Селџуци спаљују Мелитину (у Малој Азији).
- 12. мај — Ђакон Григорије завршава преписивање Остромировог јеванђеља за новгородског посадника Остромира.
- Након смрти смоленског кнеза Вјачеслава Јарославича, кнез Игор Јарославович је премештен из Волиња у Смоленск, а Волињ је, очигледно, припао Изјаславу I Јарославичу.

## Смрти
- 15. август — Магбет, шкотски краљ

- Папа Виктор II

- Едвард Изгнаник

- Лулах